# Hannah-Arendt-Gymnasium (Berlin)
Das Hannah-Arendt-Gymnasium wurde 1999 im Berliner Ortsteil Rudow gegründet. Rund 900 Schüler besuchen diese Schule, die bis zu seinem Tod Anfang 2022 unter der Leitung des Schulleiters Sven Nachtigall stand.

## Geschichte

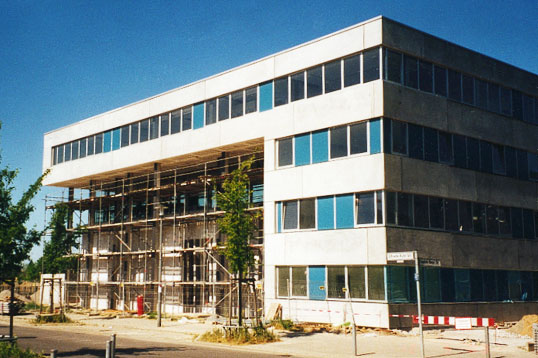
Das Gymnasium im Bau

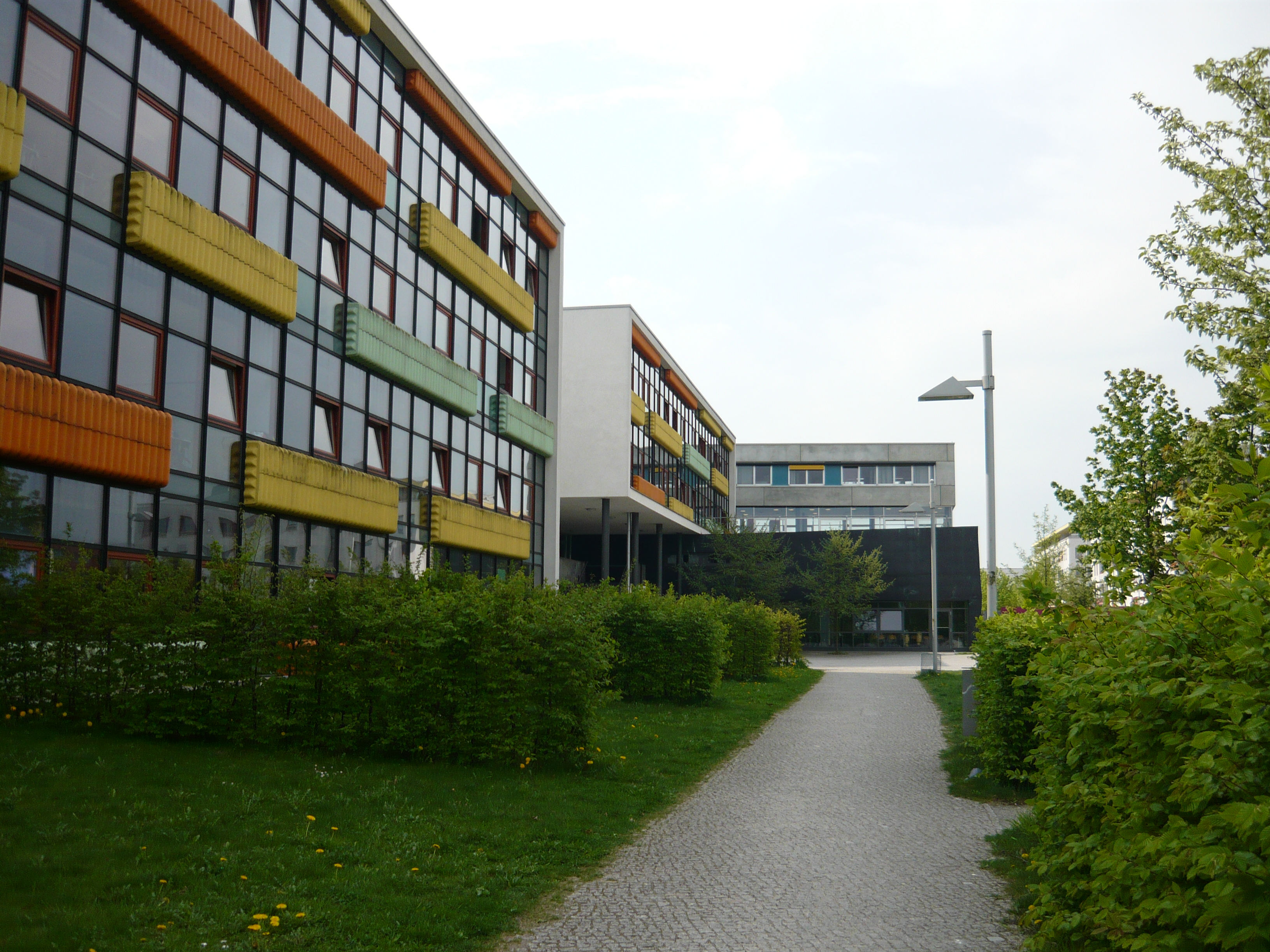
Seiteneingang

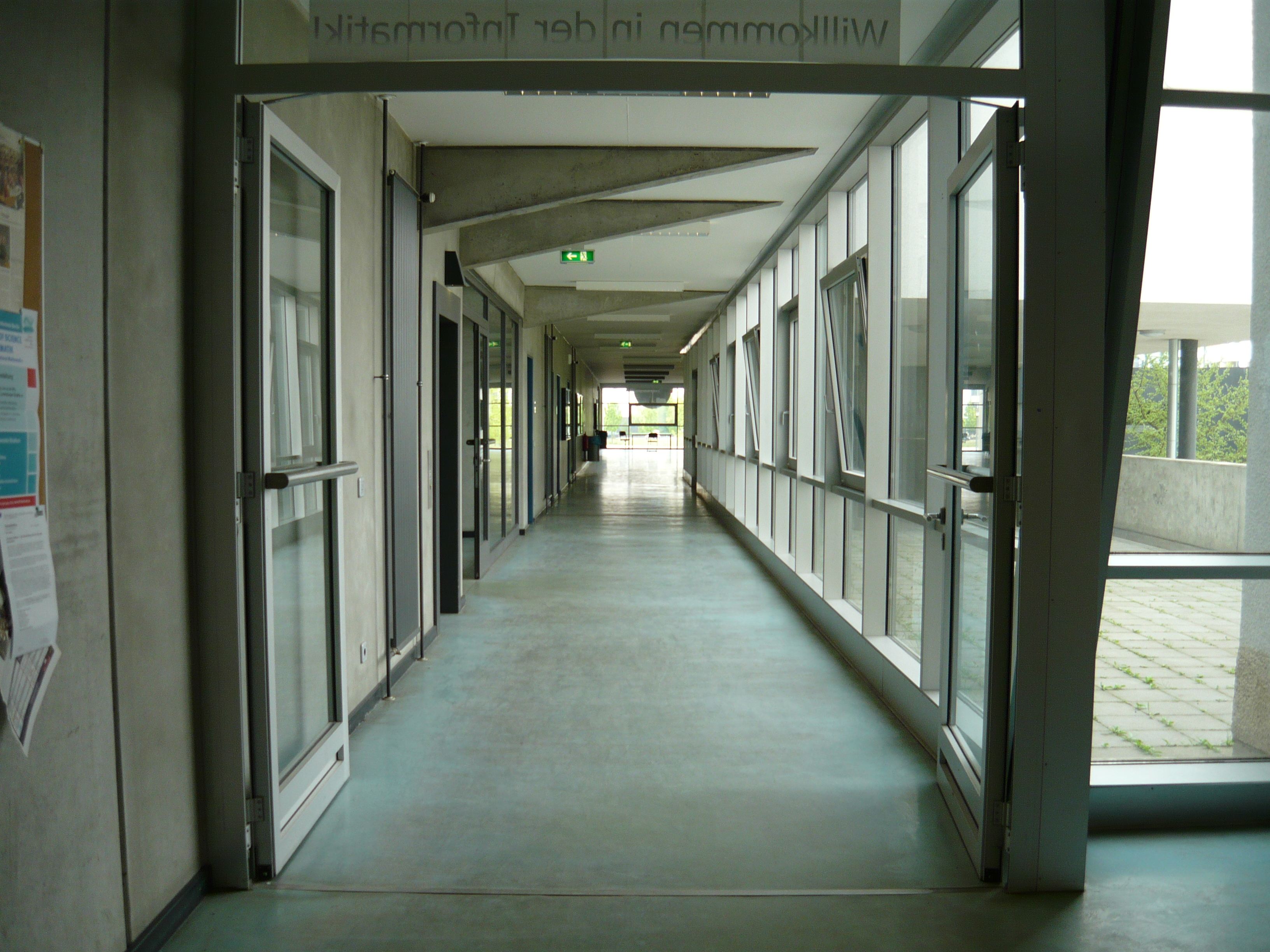
Innenansicht

Durch den Zuzug von Familien in den Süden Neuköllns Anfang der 1980er Jahre bot das dort bestehende Albert-Einstein-Gymnasium nicht mehr genügend freie Plätze. Doch auch die Kapazität des daraufhin errichteten Leonardo-Da-Vinci-Gymnasium war nach einem neuerlichen Anstieg der Schülerzahlen Anfang der 1990er Jahre erschöpft.
Am 2. April 1993 wurden erste Pläne für ein sechstes Gymnasium an der Waltersdorfer Chaussee gemacht. 1997 wurde ein Planungswettbewerb vorbereitet, an dem 90 Teilnehmer teilnahmen, als dessen Sieger die Architektengruppe GPG Alten hervorging. Im Jahr 1998 wurden die Bauplanungsunterlagen bewilligt, am 1. Oktober 1998 war Baubeginn. Die Gründung des sechsten Gymnasiums in Neukölln erfolgte am 1. Februar 1999. Am 1. November 1999 war das Richtfest des Neubaus. Am 4. September 2000 konnte das Schulgebäude bezogen, am 6. Oktober eingeweiht und in Umsetzung des Beschlusses der Schulkonferenz am 4. Mai 2001 den Namen von Hannah Arendt annehmen.
Dieser Name wurde unter von Schülern, Lehrkräften und Eltern eingereichten Vorschlägen ausgewählt. Unter den Vorschlägen waren die Namen Rahel Varnhagen, Ada Lovelace, Mileva Maric, Ingeborg Bachmann und Else Lasker-Schüler.

## Lage und Gelände

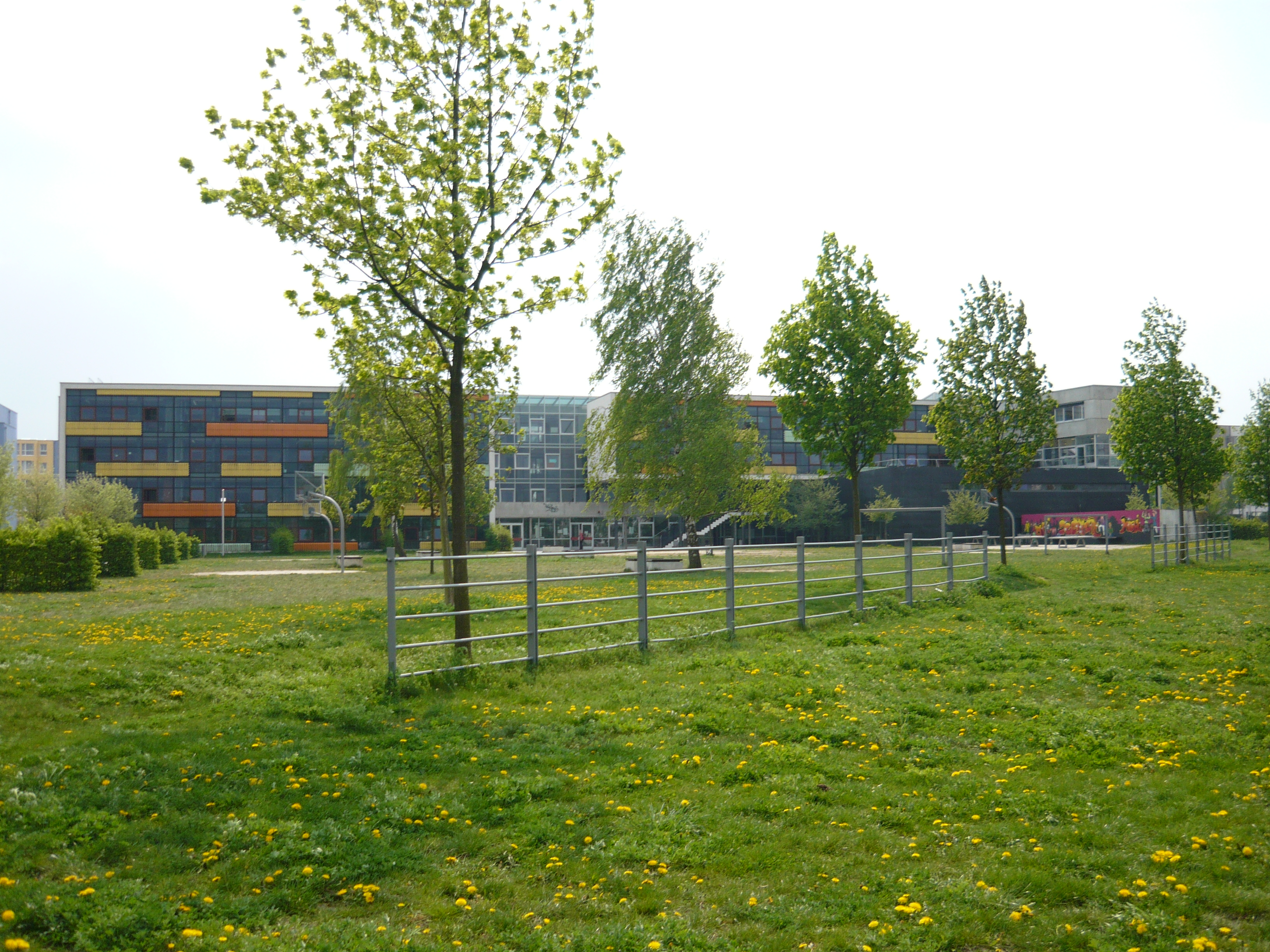
Das Gymnasium von der Hofperspektive

Das rechteckige Gelände des Hannah-Arendt-Gymnasiums hat eine Größe von 9631 m². Es liegt auf den ehemaligen Rudower Feldern und der heutigen Gartenstadt Rudow. An der Nordseite befindet sich die Waltersdorfer Chaussee, an der Südseite die Lieselotte-Berger-Straße und an der Westseite die Elfriede-Kuhr-Straße. Das Gelände verfügt sogar über einen internen Weg (Benedicta-Teresia-Weg) und einen Platz (Helene-Jung-Platz). Auf dem Schulgelände befinden sich
- das Hauptschulgebäude
- eine Dreifachsporthalle
- eine Mensa (2011 eröffnet)
- ein Schulhof mit dem Pausenbereich
- verschiedene Sportanlagen (100-Meter-Laufbahn, Weitsprunganlage, Fußballplatz)
- drei kleine separate Basketballplätze sowie
- mehrere Tischtennisplatten.

Im Außengelände gab es einen Teich mit Holzbrücke und Sitzgelegenheiten.

## Gebäude
Die Deutsche Bauzeitung bezeichnete den Neubau hinterher als Sparwunder, da sich der ursprünglich veranschlagte Baupreis halbierte.
Im Gebäude finden sich jeweils zwei entsprechend ausgestattete Fachräume für die Fächer Musik, Kunst, Biologie und Physik, drei für Chemie sowie fünf Computerpools. Darüber hinaus gibt es eine Aula, eine Bibliothek und einen Aufenthaltsraum für Schüler der Oberstufe.

## Unterricht
Ab der 8. Klasse findet durchgängig bis zum Abitur Informatikunterricht (auch als Leistungskurs) statt. Zusätzlich wird in einem Klassenzug bilingualer Unterricht (Geschichte und Erdkunde auf Englisch) erteilt. In Vorbereitung darauf gibt es in der 7. Klasse eine zusätzliche Stunde Englisch.

### Sprachen
Das Sprachangebot besteht aus
- Spanisch
- Französisch
- Englisch
- Latein

Als zweite Fremdsprache wird Französisch und seit 2009 auch wahlweise Spanisch angeboten.

### Wahlpflichtbereich
Außer dem regulären Unterricht kommt in der achten und in der zehnten Klasse ein weiteres doppelstündiges Wahlpflichtfach dazu. Es kann zwischen Informatik, GPS (Deutsch, Philosophie), Chemie, Physik, Mathematik, Musik, Kunst, Erdkunde, Geschichte/PW, Latein und Biologie gewählt werden.

### Arbeitsgemeinschaften und weitere Veranstaltungen
Außer den Angeboten an Unterrichtsfächern bestehen verschiedene Arbeitsgemeinschaften. Im Sportbereich sind dies die Fußball-, Handball- und Basketball-AG. Jedes Jahr finden am Gymnasium zudem zwei Fußballturniere sowie ein Basketballturnier statt. Im musischen Bereich werden eine Jazz-Dance-, eine Chor- sowie eine Instrumental-Arbeitsgemeinschaft sowie eine Tanz-Arbeitsgemeinschaft angeboten. Im naturwissenschaftlichen Bereich gibt es eine Geometrie- sowie eine Chemie-Arbeitsgemeinschaft und eine Robotik-AG.
- Am Hannah-Arendt-Gymnasium wurde 2008 als erste Berliner Institution die multimediale Ausstellung „Wir lebten in einer Oase des Friedens“ über die jüdische Mädchenschule Wolfratshausen gezeigt. Schüler hatten die Eröffnung mitgestaltet.[5][6]
- Im 26. Bundeswettbewerb Informatik zählte die Schule zu den besten Schulen.[7]

## ICDL
Die Schule ist ICDL-Prüfungszentrum. Hier können Schüler (auch von anderen Schulen) zu günstigen Bedingungen die Prüfung für den europäischen Computerführerschein absolvieren.

## Bekannte Schüler
- Felix Lobrecht (* 1988), Stand-Up-Comedian, Podcast-Moderator und Autor